# Notobathynella
Notobathynella is een geslacht van kreeftachtigen uit de familie Parabathynellidae in de orde van de Bathynellacea.
De wetenschappelijke naam van het geslacht is voor het eerst geldig gepubliceerd door Horst-Kurt Schminke in 1973.
Dit geslacht komt voor in het oosten van Australië, Tasmanië, Nieuw-Zeeland (Zuideiland) en Madagaskar. Zoals andere Bathynellacea leven deze kleine kreeftachtigen in ondergronds water, interstitieel in grondwatervoerende substraten of in grotten.

## Soorten[1]
- Notobathynella remota Schminke, 1973 – Australië
- Notobathynella chiltoni Schminke, 1973 – Nieuw-Zeeland
- Notobathynella hineoneae Schminke, 1973 – Nieuw-Zeeland
- Notobathynella lemurum Drewes & Schminke, 2007 – Madagaskar
- Notobathynella longipes Schminke, 1978 – Nieuw-Zeeland
- Notobathynella tasmaniana Morimoto, 1978 – Tasmanië
- Notobathynella williamsi Schminke, 1973 – Australië
- Notobathynella octocamura Camacho & Hancock, 2011 – Australië
- Notobathynella pentatrichion Camacho & Hancock, 2011 – Australië